# MediaTek
MediaTek é uma empresa de Taiwan que iniciou suas operações como uma divisão dentro da United Microelectronics Corporation (UMC), com o propósito de desenvolver processadores para equipamentos eletrônicos. Fundada em 1997, a MediaTek logo se estabeleceu como uma das maiores fabricantes de semicondutores do mundo, focando em tecnologias para dispositivos móveis, eletrônicos de consumo, televisores inteligentes, dispositivos domésticos inteligentes, entre outros.
Inicialmente, a MediaTek se concentrou no desenvolvimento de chipsets para reprodutores de DVDs, televisores digitais e outros produtos eletrônicos de consumo, ajudando a reduzir custos e aumentar a acessibilidade desses dispositivos no mercado global. A estratégia da empresa sempre foi fornecer soluções integradas e de baixo custo para fabricantes, permitindo que os dispositivos eletrônicos chegassem a mais consumidores ao redor do mundo.
No mercado de smartphones, a MediaTek ganhou destaque por fornecer soluções eficientes e econômicas, permitindo que várias fabricantes desenvolvessem smartphones de médio e baixo custo. Em especial, a linha de processadores Helio e, mais recentemente, a linha Dimensity foram responsáveis por alavancar a presença da empresa em dispositivos móveis, oferecendo suporte a conectividade 4G e 5G, inteligência artificial e outras tecnologias avançadas.
A MediaTek é conhecida por sua abordagem de design "com tudo incluído" (System-on-Chip), que integra múltiplas funcionalidades em um único chip, como processamento gráfico, módulos de conectividade e processamento de IA. Esta estratégia permite aos fabricantes uma maior simplificação do desenvolvimento e otimização de custos.
Além de smartphones, a MediaTek também tem uma presença significativa em áreas como dispositivos domésticos inteligentes e tecnologia automotiva, ampliando seu portfólio com produtos que visam tanto o mercado consumidor quanto o setor industrial.
Com sede em Hsinchu, Taiwan, a MediaTek conta com escritórios em todo o mundo e uma força de trabalho voltada para o desenvolvimento e inovação tecnológica. A empresa é atualmente uma das maiores fornecedoras de chipsets para smartphones, competindo diretamente com outras grandes empresas do setor, como Qualcomm.